# Theridion chakinuense
Theridion chakinuense là một loài nhện trong họ Theridiidae.
Loài này thuộc chi Theridion. Theridion chakinuense được Jörg Wunderlich miêu tả năm 1995.